# Смирнов, Игорь Дмитриевич
Игорь Дмитриевич Смирнов (2 февраля 1997, Санкт-Петербург) — российский футболист, защитник клуба «Звезда» Санкт-Петербург.

## Биография
Воспитанник петербургского футбола. Заниматься футболом начал в «Смене». Спустя пару лет получил травму и был отправлен в ДЮСШ «Котлин» из Кронштадта. Спустя год перешёл в ДЮСШ «Коломяги», где провёл 3 года. Оканчивал обучение в Академии «Зенита». После выступал за СДЮСШОР «Зенит» в молодёжном первенстве Санкт-Петербурга. В июля 2016 года перешёл в молодёжную команду «Динамо», которая помимо городских турниров выступала в Первенстве Третьего дивизиона. Привлекался к основной команде бело-голубых на сборах в Кипре в феврале 2017 года. 
Первым профессиональным коллективом Смирнова была вторая команда «Динамо» СПб, которая в сезоне 2017/18 выступала в ПФЛ. Сезон 2018/19 провёл в клубе «Луки-Энергия». Летом 2021 года перешёл в клуб «Звезда» СПб. Был капитаном команды. 
Летом 2021 года заключил контракт с клуб армянской премьер-лиги «Ноа». В июле вместе с ним принял участие в поединке Лиги конференций УЕФА против финского КуПС (0:5), выйдя на замену на 65-й минуте вместо Саны Гомеша. В чемпионате дебютировал 2 августа в матче против «Арарата» (1:7). За армянский клуб провёл 15 матчей, по одному из которых пришлись на национальный кубок и Лигу конференций. 
2 февраля 2022 вернулся в петербургскую «Звезду» в качестве свободного агента.

## Личная жизнь
На ноябрь 2017 года являлся студентом НГУ им. Лесгафта. 